# Damir Djukic
Damir Djukic (* 29. Januar 1984 in Mostar) ist ein aus Jugoslawien stammender Handballspieler mit österreichischer Staatsbürgerschaft.

## Karriere

### Als Spieler
Der 1,93 Meter große und 94 Kilogramm schwere Damir Djukic spielte 2011 beim spanischen Zweitligisten BM Toledo. Nachdem dieser in finanzielle Schwierigkeiten gekommen war, wechselte Djukic im Januar 2012 zu RK Maribor Branik. Zuvor spielte er kurzzeitig, ebenfalls in der zweiten spanischen Liga, bei Helvetia Anaitasuna, nachdem er BM Alcobendas verlassen hatte, für den er seit 2007 auflief. Davor stand er in Österreich bei A1 Bregenz, HC Linz und UHC Tulln unter Vertrag. Bereits bei seiner ersten Station, dem UHC Tulln, wurde er von der Handball Liga Austria als Newcomer des Jahres ausgezeichnet. Außerdem konnte er mit Bregenz Handball zweimal die Österreichische Meisterschaft und einmal den ÖHB-Cup, sowie mit dem UHC Tulln einmal den ÖHB-Cup gewinnen.
In der Saison 2012/13 lief er für Union Leoben auf. Bereits 2013/14 wechselte er zu Tatabánya KC. Nach nur einem Jahr in Ungarn wurde Djukic von Union St. Pölten und damit erneut von einem Verein der Handball Liga Austria verpflichtet. Im Grunddurchgang der Saison 2014/15 erzielte der St. Pöltner 117 Toren und wurde dadurch ex aequo mit Sasa Barisic-Jaman Torschützenkönig. Im Sommer 2015 wurde der Rückraumspieler, für zwei Jahre, von Handball Tirol verpflichtet. Der Vertrag wurde allerdings bereits im Jänner 2017 aufgelöst. Zur selben Zeit gab Union Leoben bekannt, dass Djukic für den Rest der Saison 2016/17 verpflichtet wurde. Bis zur Saison 2018/19 lief der Rückraumspieler noch für Leoben auf ehe er seine Karriere als Spieler beendete.
Für die österreichische Nationalmannschaft erzielte er in 79 Länderspielen 68 Tore.

### Als Trainer
Für die Saison 2017/18 wurde Djukic als Spielertrainer verpflichtet und startet damit in Leoben seine Trainerkarriere. Ab 2019/20 wurde er von der HSG Graz verpflichtet und trat damit die Nachfolge von Aleš Pajovič an. Im Februar 2020 wurde er von der HSG Graz beurlaubt. 2020/21 wurde Djukic von Union St. Pölten als Trainer verpflichtet.

## HLA-Bilanz
| Saison    | Verein                        | Spielklasse | Tore | 7-Meter        | Feldtore |
| --------- | ----------------------------- | ----------- | ---- | -------------- | -------- |
| 2012/13   | Union Leoben                  | HLA         | 139  | 18/27          | 121      |
| 2014/15   | Union St. Pölten              | HLA         | 233  | 54/71          | 179      |
| 2015/16   | Handball Tirol                | HLA         | 141  | 36/53          | 105      |
| 2016/17   | Handball Tirol / Union Leoben | HLA         | 128  | 21/24          | 107      |
| 2012–2017 | gesamt                        | HLA         | 641  | 129/175 (74 %) | 512      |

## Erfolge
- 1× HLA „Newcomer des Jahres“ 2002/03
- 2× Österreichischer Meister (mit Bregenz Handball)
- 2× Österreichischer Pokalsieger (mit dem UHC Tulln und Bregenz Handball)